# توم باتلر (سياسي)
توم باتلر (بالإنجليزية: Tom Butler)‏ هو نقابي وسياسي أسترالي، ولد في 12 سبتمبر 1929، وتوفي في 26 مايو 2006. حزبياً، نشط في حزب العمال الأسترالي.